# CSM Ceahlăul Piatra Neamț
Asociația Club Sportiv Municipal Ceahlăul Piatra Neamț, cunoscut sub numele de Ceahlăul Piatra Neamț, sau Ceahlăul, este un club de fotbal profesionist din Piatra Neamț, România, care evoluează în prezent în Liga a II-a. Clubul a fost fondat în 1919 de către un grup de elevi și profesori de la Liceul „Petru Rareș” sub numele de Asociația Sportivă Ceahlăul. Și-a făcut debutul în prima divizie în sezonul 1993–1994. Acesta a fost desființat în mai 2016 din cauza datoriilor și a fost reînființat pe data de 22 iulie 2016 ca CSM Ceahlăul Piatra Neamț.

## Istorie

### Primii ani (1919–1961)
În ciuda faptului că Piatra Neamț, oraș de 79.679 de locuitori (recensământul din 2021), nu a fost un reper important al Moldovei, aflându-se în umbra unor importante centre culturale și economice precum: Iași, Galați sau Bacău; orașul de pe Valea Bistriței se poate lăuda cu un lucru important, având cel mai vechi club de fotbal din regiune.
Ceahlăul Piatra Neamț s-a născut la 20 octombrie 1919, întâlnirea de înființare a clubului având loc în amfiteatrul Colegiului Național „Petru Rareș”. Comitetul director la acea vreme era alcătuit din: M.Stamatiu – Președinte de onoare, Gh. Gheorghiu – Președinte, M.Stati – Vicepreședinte, O.Leca – casier, N.Stati – Secretar. Lotul liceului a fost întărit cu militari ai Regimentului 15 Infanterie, întors de pe frontul Primului Război Mondial: cpt. Țicleanu, lt. Tane Săvulescu, lt. Mareș, N.Secăreanu, lt. Cosara si Mavrosca. Până în 1926 Ceahlăul a avut o activitate importantă la nivel regional și în campionatul Moldovei, pe care l-a și câștigat în 1926. În 1927 jucătorii, majoritatea studenți, au mers la facultate și pentru club a urmat o perioadă de declin,însă clubul își continua activitatea până în sezonul 1937–38. După ani de inconsecvență în ceea ce privește rezultatele sportive, în 1939 a izbucnit al Doilea Război Mondial , iar fotbalul a trecut pe locul doi, atât la Piatra Neamț, cât și în România.

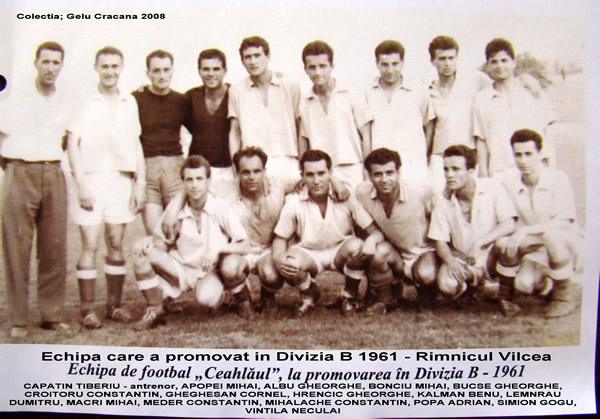
Ceahlăul Piatra Neamț (1960–1961), echipă care a promovat în Divizia B pentru prima dată în istoria clubului.

După încheierea războiului, Ceahlăul a apărut din nou în 1947, de data aceasta cu o nouă echipă care includea următorii jucători: Vulovici, Bălănescu, Ciciuc (Popovici), Actis, Manoliu, Dăscălescu, Vasiliu, Georgescu, Mata, Butnaru și Chiper.
În 1949 Ceahlăul și-a schimbat numele în Progresul Piatra Neamț , schimbare care nu durează mult, Progresul transformându-se în Avântul Piatra Neamț doi ani mai târziu. Anii 1950 au fost marcați de o perioadă de instabilitate, cu numeroase schimbări în cadrul echipei, de la nume până la structură și jucători. Această perioadă a fost de fapt perioada nașterii Ceahlăulului modern. Piatra Neamț avea la acea vreme trei cluburi de fotbal: Avântul (cunoscut astăzi drept Ceahlăul), Hârtia (echipa fabricii de hârtie) și Celuloza (o altă echipă legată de fabrica de hârtie), dar toate cu rezultate oscilante, marcate în general de o prezență pe undeva. la nivelul ligilor inferioare. În 1956 Avântul, Hârtia și Celuloza s-au contopit și s-a născut Recolta Piatra Neamț. Ca Recolta, echipa a rezistat doar un sezon în Divizia C terminând pe locul 11 din 12. La sfârșitul sezonului, Recolta a rupt în două echipe noi: Avântul și Rapid. După un sezon de performanțe slabe, cele două echipe și-au dat seama că pot obține rezultate mai bune împreună și au fuzionat din nou în 1958, de data aceasta ca CS Piatra Neamț.
Această ultimă fuziune a fost un moment crucial, de fapt momentul în care fotbalul profesionist și-a început ascensiunea în orașul de sub Muntele Pietricica, când s-au reunit toate forțele fotbalistice din oraș. Consiliul de administrație a fost format din: M.Weiss – Președinte, dr. C.Andone, F.Cârlan, N.Pahoncea – Vicepreședinți. Prima prezență a noii echipe a fost în sezonul 1958–59 Divizia C, când a terminat pe locul 3. După alte două sezoane în liga a treia CS Piatra Neamț a promovat la finalul sezonului 1960–61 în Divizia B, pentru prima dată în istoria clubului. Lotul a fost format din antrenorul Tiberiu Căpățînă și următorii jucători: Apopei, Albu, Bonciu, Bucșe, Croitoru, Ghegheșan, Hrencic, Kálmán, Lemnrău, Macri, Meder, Mihalache, Popa, Simion și Vintilă.

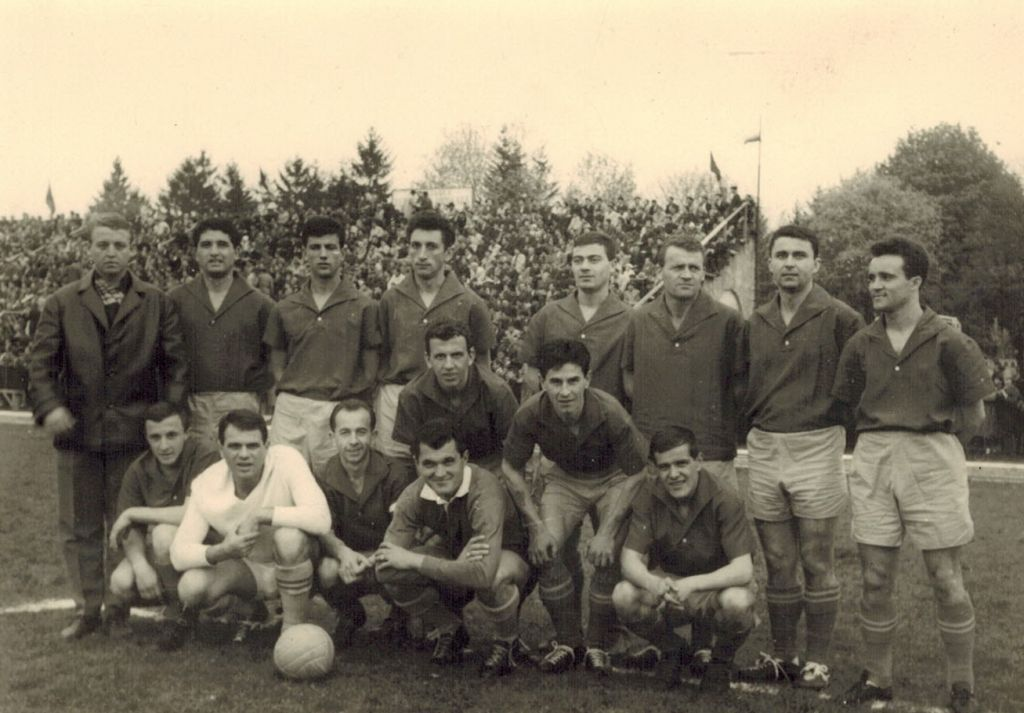
Ceahlăul Piatra Neamț (1964–1965), formația care a promovat înapoi în Divizia B după un singur sezon petrecut în liga a treia.

### Ceahlăul, 30 de ani de liga a doua (1961–1993)
În vara anului 1961, odată cu promovarea, clubul și-a schimbat din nou numele, înapoi în Ceahlăul Piatra Neamț .
Clubul a jucat trei sezoane consecutive la acest nivel obținând următoarele rezultate: 1961–62: locul 8, 1962–63: locul 10 și 1963–64: locul 13. Retrogradată în Divizia C, Ceahlăul s-a dovedit a fi o echipă puternică și a promovat înapoi după doar un sezon, încheind campionatul pe locul 1, cu 4 puncte mai mult decât pe locul 2, Textila Buhuși.
După această ultimă promovare, Ceahlăul avea să rămână multă vreme la nivelul ligii secunde (cu excepția unui nou sezon Divizia C între 1979 și 1980), fiind o echipă recunoscută și respectată la acest nivel. În următoarele patru sezoane, echipa s-a clasat pe primul loc sau, în cel mai rău caz, în partea de mijloc a tabelului: 1965–66: locul 7, 1966–67: locul 9, 1967–68: locul 5 și 1968–69: locul 5. În acest ultim sezon, când echipa a egalat cea mai bună performanță obținută până în acel moment, realizată cu doar un an înainte, echipa a fost antrenată de cunoscutul Petre Steinbach și echipa a inclus jucători precum: Mitrofan, Argeșanu, Olteanu, Iencsi, Gheorghe, Zaharia, Dragu, Seceleanu, Onica, Negustoru, Pătrașcu, Meder, Ciocârlan sau Niță.
După plecarea lui Petre Steinbach, echipa a avut o cădere de formă și a încheiat sezonul 1969–70 doar pe locul 12, dar suficient pentru a-și asigura participarea la următoarea ediție a campionatului. Au urmat câteva sezoane cu clasări la mijlocul clasamentului: 1970–71: locul 8, 1971–72: locul 10, 1972–73: locul 13 și 1973–74: locul 6.
În sezonul 1974–75, echipa a avut un parcurs grozav sub antrenorul Al.Constantinescu, depășind cea mai bună performanță de până atunci și terminând campionatul pe locul 4, la doar 1 punct în spatele locului 3 ( Gloria Buzău ) și la 4 puncte în spatele locul 2 ( Progresul Brăila ). Precum și la ultima sa performanță notabilă, echipa a căzut în sezoanele următoare, ocupând locuri în zona de mijloc a clasamentului Diviziei B: 1975–76: locul 13, 1976–77: locul 10 și 1977–78: locul 12.
În vara anului 1978 clubul și-a schimbat numele din Ceahlăul Piatra Neamț în Relon Ceahlăul Piatra Neamț și a făcut unul dintre cele mai slabe sezoane de la ultima promovare din 1965, terminând pe locul 15 din 18 și retrogradând în Divizia C, după 14 ani în liga a doua. De remarcat clasamentul mai mult decât strâns din prima serie din acel sezon, între locul 4 ( FC Constanța ) și locul 17 ( Victoria Tecuci ) fiind o diferență de doar 6 puncte.
În vara anului 1979, Relon Ceahlăul Piatra Neamț și-a schimbat din nou numele, revenind la numele vechi, Ceahlăul Piatra Neamț. Ceahlăul s-a dovedit a fi din nou o echipă mult mai puternică decât nivelul ligii a treia și a promovat înapoi în liga a doua după doar un sezon, terminând pe locul 1, cu 7 puncte mai mult decât locul 2, ocupat de Foresta Fălticeni . 

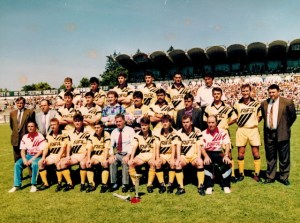
Ceahlăul Piatra Neamț (1992–1993), echipă care a promovat în Divizia A pentru prima dată în istoria clubului.

Revenită în Divizia B, Ceahlăul a început cu un nou antrenor, Dumitru Dumitriu , dar și-a reluat evoluțiile în zona de mijloc a clasamentului: 1980–81: locul 9, 1981–82: locul 10 și 1982–83: locul 7.  În 1983, V.Copil a fost angajat ca noul antrenor, iar echipa părea să-și recapete gloria în a doua ligă, după un loc al patrulea ocupat la sfârșitul sezonului 1983–84. După acest rezultat, care a fost cel mai bun din istoria clubului, până atunci, Ceahlăul a început să se restabilizeze în zona care părea să o caracterizeze cel mai bine, mijlocul clasamentului: 1984–85: locul 11, 1985–86: locul 11, 1986–87: locul 8, 1987–88: locul 9 și 1988–89: locul 11. Poziția din pluton a echipei din a doua jumătate a anilor 1980 era aproape să se transforme într-o nouă retrogradare la sfârșitul sezonului 1989–90, când „Galbeni-Negrii” au terminat abia pe locul 14, chiar deasupra liniei de retrogradare, la același număr de puncte (31) cu Siretul Pașcani, prima echipă situată în zona roșie. Acel sezon a fost unul deconcertant pentru majoritatea echipelor din România, din cauza Revoluției Române din 1989 și a căderii comunismului, fapt care a schimbat toate structurile administrative din țară. Dacă pentru multe echipe, reprezentante ai forțelor comuniste aflate la guvernare, precum: Victoria București, Flacăra Moreni sau Olt Scornicești, revoluția din 1989 a fost începutul sfârșitului, pentru Ceahlăul a fost o adevărată renaștere. Dintr-o echipă de pluton în Divizia B, „Galbeni-Negrii” au început să întreacă vechile recorduri, bătând din ce în ce mai mult la ușa primei ligi. Primele semne că Ceahlăul nu mai era o echipă de rang mediu au fost în sezonul 1990–91, când echipa a terminat pe locul 3, la doar 3 puncte de locul doi. Și-a egalat din nou performanța, un sezon mai târziu, cu un nou loc 3, chiar dacă de data aceasta în seria a treia a ligii secunde, la 3 puncte de locul 2 ( FC Baia Mare) și 10 puncte peste Metrom Brașov.
În vara anului 1992 Ioan Sdrobiș , cel poreclit „Tatăl”, antrenor cunoscut pentru promovarea tinerilor jucători în echipele sale, a fost angajat ca noul antrenor al echipei de sub Muntele Pietricica. Tot Gheorghe Ștefan a devenit noul președinte și echipa a fost mutată din nou în prima serie, unde FC Argeș  ASA Târgu Mureș, Gloria Buzău sau Politehnica Iași au fost anunțate ca adversare redutabile în lupta pentru promovare. Lupta a fost strânsă, cu remarca că în luptă au apărut două echipe strâns legate de fostul regim politic: Steaua Mizil ( echipa satelit Steaua București la acel moment) și Flacăra Moreni.     În pauza de iarnă Sdrobiș a lăsat echipa pe locul 1, după unele dispute cu Ștefan și a semnat cu Dacia Unirea Brăila . A fost înlocuit de fostul jucător al lui Dinamo București și Fenerbahçe, Ion Nunweiller. La finalul sezonului „Galbenii-Negrii” au promovat în Divizia A, pentru prima dată în istoria clubului, cu 20 de victorii, 7 remize, 7 înfrângeri, 54 de goluri marcate și 24 primite, 47 de puncte, 6 peste următoarele trei echipe: Steaua Mizil, FC Argeș și Flacăra Moreni. Echipa a fost formată din Ioan Sdrobiș ( etapele 1–17 ) și Ion Nunweiller ( etapele 18–34 ) ca antrenori și următorii jucători: Anghelinei,Șoiman , Axinia I , Axinia II , Dinu, Alexa, Cozma, Gălan, Coșerariu, Enache , Bârcă, Ghioane, Grosu, Ivanov, Gigi Ion, Ionescu, Lefter, Ov. Marc, Mirea, Nichifor, Pantazi, Săvinoiu, Șoimaru, Urzică, Buliga, Oprea, Breniuc, Apachiței și Vrânceanu; conducerea administrativă a fost asigurată de: Gheorghe Ștefan, Gh.Chivorchian, Iulian Țocu, Liviu Tudor, Ioan Strătilă și Luigi Bodo.
Clubul a fost numit pentru 6 luni în 1993 drept Ceahlăul Simpex, din motive de sponsorizare.
În urma acestor 30 de ani de Divizia B, alături de denumirile deja menționate, s-au raportat contribuții importante la nivelul clubului ale următoarele persoane: I.Iovicin, M.Crețu, Radu Toma, V.Rizea, Tr.Coman, N.Zaharia, T.Anghelini, Toader Șteț, M.Nedelcu, M.Radu și Fl.Hizo (antrenori); C.Acatincăi, Gh.Ocneanu, D.Lospa și M.Contardo (președinți) . 

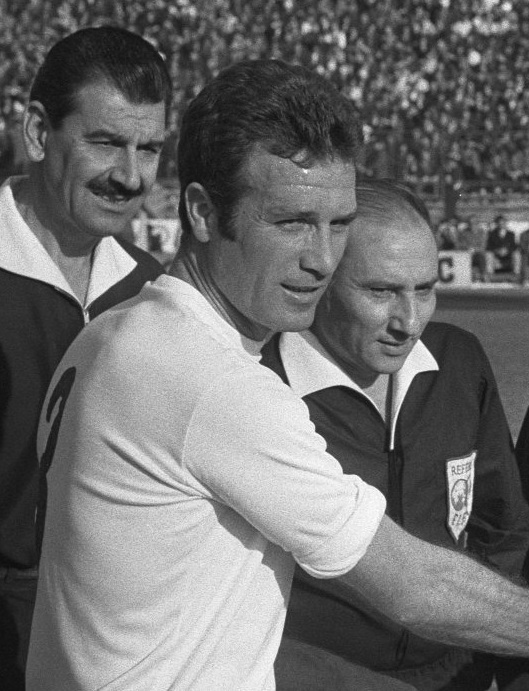
Ion Nunweiller, antrenor care a obținut prima promovare în Divizia A, în 1993.

### Epoca de Aur a Ceahlăulului (1993–2004)
Epoca de aur a Ceahlăulului a fost o perioadă plină de succese, recorduri bătute, dar și plină de controverse, acuzații și momente ciudate.
La începutul anilor 1993–94, Ceahlăul era o echipă cunoscută în liga secundă, dar o necunoscută pentru majoritatea combatanților din prima divizie a țării. Cu fostul jucător, Mircea Nedelcu, ca nou antrenor și cu prima generație de aur pe teren, Ceahlăul a făcut un prim sezon mai mult decât decent, instalându-se acolo unde s-a simțit cel mai bine și în liga a doua, pe locul 10 în clasament. În aceeași componență, Ceahlăul a depășit toate așteptările și a obținut cea mai bună performanță din istoria clubului, de până atunci, un loc 5 la finalul sezonului 1994–95 și prima calificare într-o Cupă Europeană.
Sezonul 1995–96 este un reper important în istoria clubului din județul Neamț, clubul jucând pentru prima dată într-o Competiție Europeană, mai exact în Cupa UEFA Intertoto 1995, unde au avut rezultate remarcabile, câștigând o grupă compusă de: FC Groningen, Beveren, Boby Brno și Etar Veliko Tarnovo. Rezultatele au fost următoarele: 2–0 împotriva Etar, 2–0 împotriva Beveren, 2–0 împotriva Brno și 0–0 împotriva Groningen. În optimile de finală nemțenii au întâlnit echipa franțuzească FC Metz, care a venit la Piatra Neamț. Meciul de pe Borzoghean s-a terminat cu scorul de 0–2 în favoarea francezilor, goluri marcate de Jocelyn Blanchard și Franck Meyrignac. În campionat, echipa nu s-a simțit atât de bine,situație cauzată probabil de prima participare la competiții europene și a terminat pe locul 15, la 6 puncte de zona retrogradării.
Sub antrenorul Florin Marin, „Galbeni-Negrii” au avut o revigorare în sezonul 1996–97 și au terminat pe locul 6. Au urmat două sezoane consecutive pe locul 9, la finalul sezoanelor 1997–98 și 1998–99, echipa fiind pregătită de: Florin Marin, Mircea Nedelcu, Nicolae Manea și Viorel Hizo. În 1999, Ceahlăul se pregătea pentru o nouă participare în Cupă Intertoto UEFA. Un nou curs bun în cupa Intertoto pentru ”galben-negrii”,care a eliminat două echipe: Ekranas (2–0 la general) și Jedinstvo Bihać (5–2 la general). În turul al treilea, Ceahlăul a avut parte de o dublă istorică, jocuri pentru care toată Moldova și-a mobilizat forțele, împotriva titratei echipe italiene Juventus. Această dublă avea să rămână un reper important în istoria clubului, cu atât mai mult cu cât Ceahlăul a dat un răspuns bun, 1–1 la Piatra Neamț ( a marcat Scânteie în minutul 28 și Alessio Tacchinardi în minutul 58 ). În Italia, pe stadionul Dino Manuzzi din Cesena, Ceahlăul au obținut un 0–0 neașteptat, dar nu suficient pentru a se califica, din cauza regulii golului în deplasare. În Divizia A Ceahlăul a terminat pe locul 4, cea mai bună performanță din întreaga sa istorie, sezonul 1999-2000 fiind de fapt perioada de vârf a clubului. Această generație de aur, a doua după cea din 1993, l-a avut antrenor pe Viorel Hizo și pe următorii jucători: Eugen Anghel, Costel Câmpeanu, Radu Lefter – Angelo Alistar, Cristinel Atomulesei, Adrian Baldovin, Dumitru Botez, Codruț Domșa, Costel Enache, Leontin Grozavu, Constantin Ilie, Mihai Dan Ionescu, Ovidiu Marc, Mihai Nemțanu, Gheorghe Pantazi, Dănuț Perjă, Daniel Scânteie,Adrian Solomon, Tiberiu Șerban, Tudorel Șoimaru și Lavi Hrib. 

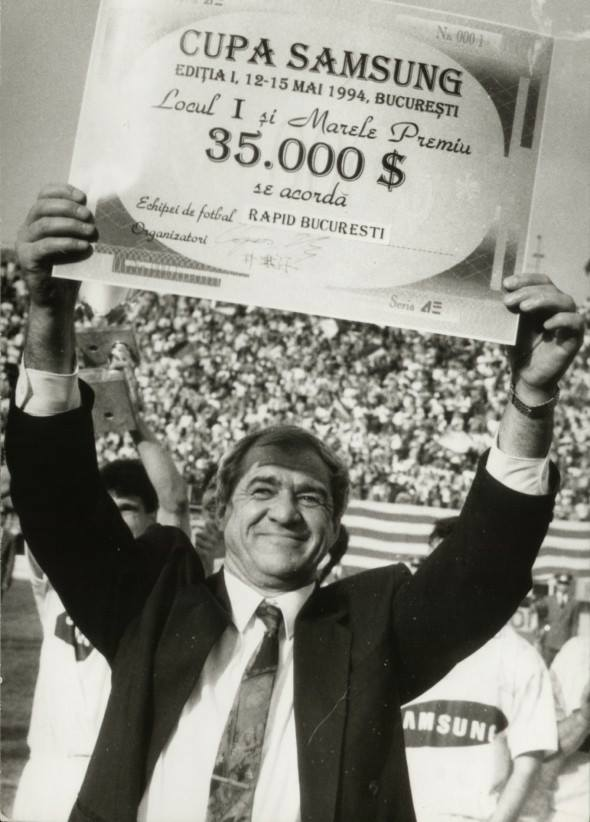
Viorel Hizo, antrenor care a obținut cele mai bune rezultate cu Ceahlăul.

În 2000 Ceahlăul a intrat din nou în Cupa UEFA Intertoto, devenind o echipă tradițională a acestei competiții. După un 9–4 la general împotriva Narva Trans din Estonia, în primul tur, a urmat un 4–3 cu Mallorca din Spania și Ceahlăul a impresionat din nou. În turul trei nemțenii au înfruntat Austria Wien și după un 2–2 la Piatra Neamț, „Galbeni-Negrii” au cedat la Viena, pe stadionul Franz Horr, 0–3, goluri marcate de Wagner, Leitner și Dospel.
Un proverb spune: „Ce s-a sus trebuie să coboare” și exact așa s-a întâmplat cu Ceahlăul la începutul anilor 2000. Schimbări frecvente de antrenori (11 antrenori în 4 ani) de la: Mircea Nedelcu la Florin Halagian și de la Florin Marin la Marin Barbu, Viorel Hizo și Marius Lăcătuș și schimbarea parțială a generațiilor a dus la rezultate mai puțin bune: 2000–01- locul 11, 2001–02: locul 8. Totuși, pietrenii au avut o revenire de formă și au terminat pe locul 5 la sfârșitul sezonului 2002–03 și s-au înscris pentru o nouă participare la Cupa Intertoto UEFA. De data aceasta rezultatele au fost departe de campaniile din 1995, 1999 si 2000, echipa fiind eliminată din primul tur de Tampere United din Finlanda. Urmează un sezon slab , și Ceahlăul a retrogradat în 2004 după 11 ani și 10 sezoane în prima ligă, cu Viorel Hizo în prima parte și Marius Lăcătuș în a doua parte în fruntea echipei care a terminat pe poziția 14 în acel sezon.
În ciuda performanțelor sale notabile, Ceahlăul a fost și o echipă foarte controversată în această perioadă, mai ales datorită președintelui său, Gheorghe Ștefan, persoana de care se leagă cele mai înalte performanțe ale fotbalului din Piatra Neamț. Ștefan, care este supranumit „Pinalti”, pentru că cerea mereu penalty ( cu accentul său inconfundabil moldovenesc ) și comenta aproape mereu evoluția arbitrului, mai fusese acuzat în repetate rânduri că este alături de Jean „Tata Jean” Pădureanu (președintele Gloria Bistrița) tatăl „Cooperativei de fotbal”, un grup de echipe cunoscut pentru aranjarea meciurilor în anii ’90. Alături de Ceahlăul au fost implicate echipe precum: Gloria Bistrița, FC Brașov, Steaua București sau Dinamo București. În ciuda faptului că niciodată nu au fost investigații oficiale, declarațiile jucătorilor, antrenorilor sau chiar președinților, care recunosc meciurile ciudate din acea perioadă. Așa-numitele „reciprocități” au constat în faptul că echipele au oferit în mod deliberat puncte între ele pentru a se ajuta în diverse scopuri: câștigarea campionatului, calificarea în Cupele Europene sau evitarea retrogradării. Presiunea enormă din presă exercitată asupra arbitrilor, meci de meci, a adus orașului și Ceahlăului porecla de „Kosovo”, zonă de război în anii ’90.  Un alt episod memorabil din „epoca lui Ștefan” la Piatra Neamț a fost în 2000 înaintea primului meci din turul trei al Cupei UEFA Intertoto, împotriva  echipei Austria Viena, când a încercat să ofere prostituate arbitrilor de meci, clubul fiind suspendat pentru un an de la Competițiile UEFA. „Pinalti” s-a apărat afirmând că fetele erau doar membre ale unui ansamblu folcloric. Primele semne ale „Cooperativei de Fotbal” s-au remarcat încă din 1993 când se bănuia că Ceahlăul a oferit valize cu bani pentru echipele din prima serie să tragă din greu de adversari sau să o lase mai ușor în meciurile directe cu aceștia. Gelu Crăcană, unul dintre cei mai pasionați susținători ai echipei și un om care a fost în anturajul său a declarat în 2016: ”Mergeam cu genți cu bani în majoritatea deplasărilor. Am mai cărat și eu gențile, țin minte că am purtat bani la mine când am mers la Autobuzul București”. Tot Iulian Țocu, unul dintre directorii clubului din acea perioadă a făcut câteva dezvăluiri importante despre cât de multe meciuri fuseseră fixate în acel sezon.

### Perioada ABBA (2004–2016)

Logo Ceahlăul între 2006 și 2016, cu liniile portocalii și ursul carpatin

În această perioadă echipa era cunoscută drept „echipă ABBA” (poreclă folosită în România pentru cluburile care obișnuiau să alterneze prezența între prima și a doua ligă).
După retrogradare, Florin Marin a fost angajat ca noul antrenor și în ciuda faptului că lotul a păstrat o mare parte din jucători, Ceahlăul a terminat abia pe locul 5 în Liga 2, departe de așteptările avute în vedere la începutul sezonului. La 18 puncte de locul de promovare, ocupat de FC Vaslui și la 22 de primul loc de retrogradare, ocupat de FC Ghimbav. Marin Barbu l-a înlocuit pe Florin Marin pentru sezonul următor, iar echipa de sub Muntele Pietricica a promovat fără probleme majore, la 7 puncte peste locul doi, ocupat de Forex Brașov și la 8 puncte peste FC Brașov .
În această perioadă clubul și-a schimbat logo-ul, cel vechi cu capra neagră și masivul Ceahlău pe fundal fiind înlocuit cu un logo asemănător celui de la Juventus Torino, cu element prinicipal ursul carpatin, iar culoarea portocalie, folosită ca și culoare secundară în trecut, a devenit culoarea principală. Seturile tradiționale galbene și negre au fost folosite doar în meciurile din deplasare. Tot în această perioadă, echipa a fost supranumită Urșii carpatini .
Sezonul 2006–07 de Liga I a găsit o echipă departe de forma afișată în primele meciuri de ligă de la sfârșitul anilor 1990, cu multe schimbări manageriale și cu lipsă de inspirație. Ceahlăul a terminat pe locul 15, din 18, și a retrogradat după doar un sezon petrecut în prima ligă. Un ajutor neașteptat a apărut însă în vara lui 2007, când Delta Tulcea , locul 2 în prima serie a Ligii a II -a nu a putut obține licența pentru sezonul 2007–08 de Liga I, formația din Piatra Neamț fiind acceptată în locul său. Totuși a fost o bucurie de scurtă durată, sub Viorel Hizo, antrenorul care a obținut cele mai bune performanțe din istoria clubului, Ceahlăul a retrogradat încă o dată, după ce a terminat pe același loc 15 cu 36 de puncte, cu unul mai puțin decât Gloria Buzău , ultima echipă salvată.

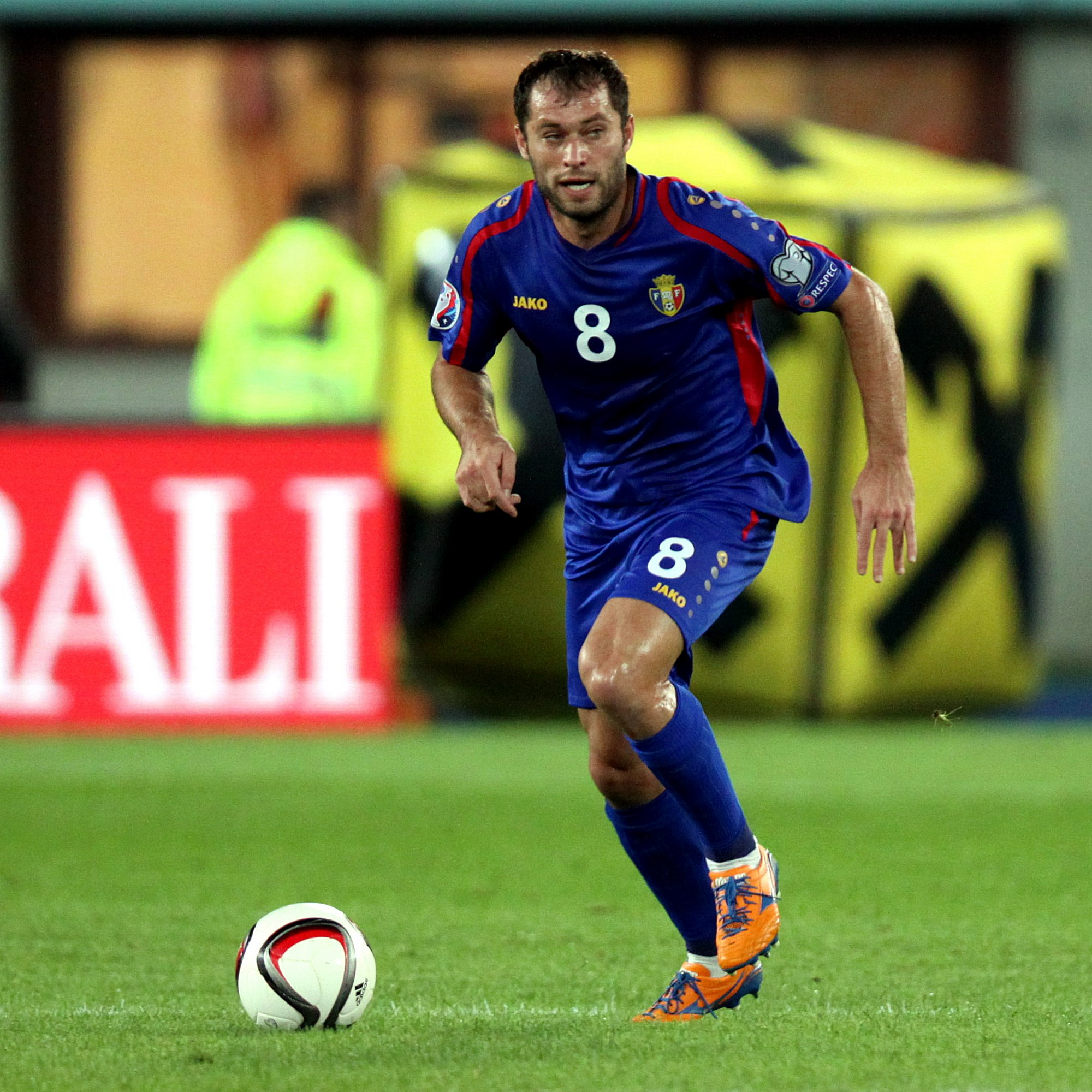
Eugeniu Cebotaru a jucat în 136 de meciuri și a marcat 32 de goluri pentru Ceahlăul între 2006 și 2011, fiind și căpitanul lotului de promovare 2011.

Cu Florin Marin, din nou la cârma echipei, și cu o nouă generație care a inclus jucători precum: Andrei Vițelaru, Alexandru Forminte, Alexandru Ichim, Daniel Barna, Andrei Țepeș, Vlad Achim, Eugeniu Cebotaru, Vlad Achim, Ionuț Bădescu sau Cristinel Gafița, printre alții, Ceahlăul a făcut un sezon aproape perfect și a promovat înapoi în Liga I cu 69 de puncte, rezultat din 22 de victorii, 3 egaluri și 5 înfrângeri, 52 de goluri marcate și 17 primite. Locul II, CSM Ploiești era la 2 puncte in urma, iar primul loc care nu promova a fost al 3-lea, ocupat de Delta Tulcea .
Evoluțiile bune din a doua divizie nu s-au concretizat în prima divizie și „Urșii Carpatini” au retrogradat încă o dată, pentru a treia oară în ultimii 6 ani, terminând pe locul 17 din 18, cu doar 28 de puncte obținute în 34 de meciuri. În acest sezon au fost și multe schimbări în staff-ul tehnic. Clubul a început sezonul cu Florin Marin, a continuat cu Gheorghe Mulțescu și s-a încheiat cu fostul jucător de la Benfica Zoran Filipović . După un traseu puternic, Ceahlăul a promovat din nou la finalul sezonului 2010–11 de Liga a II-a, de data aceasta cu Marin Barbu antrenor, la a doua promovare cu formația din Piatra Neamț, după cea din 2006. Diferența față de locul 2 ( Concordia Chiajna ) și locul 3 ( Săgeata Năvodari ) au fost de 6, respectiv 9 puncte. De asemenea, în lot au apărut nume precum Andrei Dumitraș, Andrei Marc sau Sebastian Chitoșcă.
Datorită situației financiare bune, condițiilor excelente de pregătire și a unei generații talentate de jucători completată cu unii experimentați, dar și datorită aportului unui nou val de antrenori talentați precum: Costel Enache, Vasile Miriuță sau Constantin Ilie, au susținut Ceahlăul timp de patru ani consecutivi în prima ligă, cu următoarele rezultate: 2011–12- locul 11, 2012–13: locul 14, 2013–14: locul 9 și 2014–15: locul 18.
Marile probleme au început pentru Ceahlăul în anul 2014, atunci când clubul a început să fie sufocat de datorii. În același an Ștefan, care a fost și primar al municipiului Piatra Neamț între 2004 și 2014 a început să aibă probleme juridice, fiind chiar arestat în „Cazul Microsoft”.  Fără ajutorul municipalității sau implicarea lui „Pinalti”, Ceahlăul a ajuns într-o situație fără ieșire, iar în decembrie 2014, 55% din acțiunile clubului au fost vândute unui om de afaceri italian, care s-a dovedit a fi un escroc, care a adus mulți jucători din ligile inferioare italiene sau spaniole și a angajat antrenori neexperimentați precum: Zé Maria sau Vanja Radinović, cu efecte negative pentru situația financiară clubul de sub Pietricica
Revenit în Liga a II- a, fără bani din drepturi TV, fără ajutorul municipalității și cu un patron care nu a investit nimic în echipă, cu o situație financiară în derivă, jucători neplătiți, șase antrenori schimbați într-un sezon și aceeași politică de transferuri din ligile inferioare italiene și spaniole, Ceahlăul a încheiat sezonul regulat abia pe locul 12 evitând retrogradarea directă în ultimul minut. Ceahlăul s-a retras însă din campionat cu câteva runde înainte de finalul rundei play-out și a retrogradat în ligile județene.
Problemele financiare nu au putut fi gestionate și clubul a intrat în dizolvare în primăvara lui 2016 .

### Un nou început (2016-2022)
Pe 22 iulie 2016 a fost anunțat în presă că vechiul club din Piatra Neamț va fi reînființat ca CSM Ceahlăul Piatra Neamț , fondatorii noii entități fiind: Mihai Bătrânu și Cătălin Roca, proprietari ai Societăților Moldocor și Ro Com Central, doi vechi sponsori ai echipa. De asemenea RIFIL Company, sponsor tradițional al echipei, reprezentată de Luigi Bodo și Ioan Strătilă și-au arătat sprijinul pentru noua entitate. La 17 august 2016, noua entitate a dobândit personalitate juridică.
A fost schimbată și sigla clubului, capra neagră și Masivul Ceahlău revenind în prim plan, într-o formă restilizată. De asemenea, culorile clubului au fost schimbate cu cele originale, galben și negru. Echipa a fost înscrisă în Liga a V-a, iar ca nou antrenor a fost angajat experimentatul Toader Șteț. Lotul a fost format din jucători care au crescut la Academia de Fotbal Ceahlăul și după doar un sezon în al cincilea eșalon, echipa de sub Muntele Pietricica a promovat în Liga a IV-a, având un clasament distructiv: locul 1, 16 victorii, 0 remize, 0 înfrângeri, 136 goluri marcate și doar 5 primite, 48 de puncte, cu 13 mai mult decât locul 2 (Olimpia Grințieș).
În sezonul 2017–18 de Liga a IV-a, nemțenii au debutat cu același Toader Șteț ca antrenor și cu jucători care au mai evoluat la echipă în liga a doua, sau chiar în prima ligă, precum: Teodor Cîmpianu, Alexandru Smău, Marius Rusu, Andrei Apostol, Cristian Copoț-Barb sau Andrei Mateiciuc, printre alții. Așa cum era de așteptat, echipa nu a întâmpinat prea multe probleme și a intrat în pauza de iarnă de pe locul 1, cu victorii pe linie. După un sezon de excepție pentru tinerii nemțeni, echipa a promovat pentru a doua oară consecutiv, de această dată în Liga 3.
În următoarele sezoane Ceahlăul avea un parcurs bun, însă nu suficient pentru a promova în Liga 2. Deși părea să intre într-un impas financiar, venirea la începutul sezonului 2020/21, a domnului Anton Măzărianu, în calitate de sponsor, și mai apoi ca acționar al clubului, a adus un suflu nou echipei, care a terminat următoarele două sezoane în primele 5 echipe din clasament, la distanță mică de locurile pentru barajele de promovare. De asemenea, în aprilie 2021, în urma eforturilor făcute de noul finanțator al echipei, CSM Ceahlăul Piatra Neamț a obținut palmaresul, culorile și siglele vechiului FC Ceahlăul Piatra Neamț, însă s-a decis ca noua siglă să rămână cea activă, pentru a simboliza procesul de renaștere a echipei de sub Pietricica.
După două sezoane desfășurate în condiții mai dificile, din cauza stării de alertă prezentă pe teritoriul țării noastre, sezonul 2022/23 începea cu principal obiectiv promovarea în Liga 2. Echipa condusă la acel moment de Florentin Petre nu a reușit însă să se ridice la nivelul așteptat, așadar, în pauza competițională de iarnă, oficialii clubului l-au adus ca antrenor pe experimentatul Cristian Pustai, alături de care au efectuat o serie de transferuri. Cu un lot mult mai numeros și mai experimentat, Pustai a reușit să califice Ceahlăul în play-off-ul de promovare pentru Liga 2. Cu un public tot mai numeros în tribune, cu galeria ”în spate”, formată din brigada ”GATE 7” care a revenit alături de echipă după o pauză de 5 ani, și un joc spectaculos, Ceahlăul a terminat pe locul 2 în play-off ( locul 1 în grupă dacă se iau doar rezultatele din play-off) și a acces în semifinala barajului pentru promovarea în Liga a 2-a, unde a întâlnit formația Metalul Buzău. După un egal la Piatra Neamț (1-1), echipa nemțeană a reușit să se mobilizeze și a câștigat la Buzău cu scorul de 2-1, deși a fost nevoită să joace pe un gazon sintetic.
Finala barajului pentru promovarea în al doilea eșalon al fotbalului românesc avea să aducă față-în-față cele mai puternice echipe din Seria 1 a Ligii a 3-a, Ceahlăul Piatra Neamț și Foresta Suceava. Prima manșă s-a disputat la Suceava, în fața a peste 4500 de spectatori. Deși au fost multe faze periculoase din partea ambelor echipe, niciuna nu a reușit să puncteze, iar meciul tur, disputat pe Stadionul Areni, s-a încheiat 0-0. Returul avea să aducă 12.000 oameni în tribunele Stadionului Municipal Ceahlăul din Piatra Neamț, o asistență record pentru Liga 3. Cu o atmosferă senzațională în tribune, un joc foarte bun din partea portarului austriac Stefan Krell, care a apărat un penalty în prelungirile primei reprize, cât și prin dăruirea jucătorilor ”de câmp”, Ceahlăul a reușit să câștige meciul decisiv cu 2-0 ( Anton 29’, Forisz 90+6’ ), iar galben-negrii au sărbătorit pe teren alături de suporteri revenirea în al doilea eșalon fotbalistic, și implicit, revenirea după o pauză de 7 ani în ligile superioare.

### Revenirea în ligile superioare ( 2023-prezent )
După un sezon anterior de excepție, clubul a semnat prelungirea contractului pe 2 ani cu antrenorul Cristian Pustai. ”Profesorul”, împreună cu administrația clubului, au setat ca obiectiv principal accederea în play-off-ul Ligii a 2-a. Deși acest obiectiv nu a fost atins, primul sezon în Liga 2-a de la reînființare a fost unul destul de bun pentru echipa de sub Pietricica, Ceahlăul ocupând locul 7 la finalul sezonului regulat, cu 31 puncte obținute în 19 meciuri. Galben-negrii au fost devansați în clasament în penultima etapă de către FK Csikszereda, harghitenii câștigând meciul direct cu 2-0 și terminând sezonul regulat pe locul 6, ultimul loc care confirma prezența în play-off, cu un total de 32 puncte, cu un singur punct mai mult ca nemțenii. O statistică interesantă ne arată faptul că echipa pietreană a fost aproape invincibilă în meciurile de acasă, singura echipă care a reușit să plece cu toate cele 3 puncte fiind fosta prim-divizionară CS Mioveni. Cu șase victorii, două egaluri, o singură înfrângere și un golaveraj zdrobitor ( +16, 18 goluri marcate, doar 2 primite), echipa nemțeană poate să își revendice statutul de una dintre cele mai bune cluburi de pe teren propriu din acest sezon, fiind depășită la acest capitol doar de liderul CSC 1599 Șelimbăr. A doua parte a competiției a găsit-o pe Ceahlăul în grupa A a play-out-ului, alături de echipele CSM Reșița, Metaloglobus București. FC Argeș Pitești, CSC Dumbrăvița, Unirea Dej și CSM Alexandria. Scăpată de grija retrogradării, Ceahlăul obținând matematic un loc pentru sezonul următor de Liga 2 chiar din ultima etapă a sezonului regulat, echipa nemțeană nu a mai forțat, antrenorul Cristian Pustai folosind aceste meciuri pentru a rula tot lotul de jucători, în privința stabilirii noului lot pentru sezonul 2024-25. Deși nu au înregistrat rezultate prea bune, galben-negrii obținând doar 5 puncte în 6 meciuri, aceștia au reușit să-și asigure locul secund în grupa de play-out, fiind depășiți doar de CSM Reșița.
Sezonul 2024–2025 a reprezentat al doilea an consecutiv al clubului Ceahlăul Piatra Neamț în Liga a II-a, de la promovarea și reînființarea sa. După o primă campanie promițătoare, încheiată pe locul 7, conducerea clubului a fixat un obiectiv mai ponderat: salvarea de la retrogradare, iar dacă este posibil, accederea în play-off. Noul sezon de Liga 2 a început pentru Ceahlăul pe 4 august 2024, în deplasare, contra celor de la FK Csiksereda. După un început îngrijorător, echipa nereușind să își găsească ritmul în primele două etape ale sezonului regulat, acumulând un golaveraj rușinos (1-6); Ceahlăul a arătat o atitudine mai matură și un joc mai echilibrat, îmbinând eficiența pe teren propriu cu rezultate bune în deplasare. Cu un lot consolidat pe parcurs, echipa de sub Pietricica a reușit să se consolideze ca grup, și chiar să participe la un moment dat la lupta pentru locurile de play-off. Din păcate, lipsa rezultatelor pozitive din lunile noiembrie și decembrie a avut un impact major asupra parcursului Ceahlăului în sezonul 2024–2025. Seria de meciuri fără victorie din acea perioadă a coborât echipa în clasament, astfel încât la finalul sezonului regulat a ratat accederea în play-off, clasându-se pe locul 8, cu 27 de puncte. Această poziție a trimis formația nemțeană în Grupa B a play-out-ului, unde a fost nevoită să lupte pentru menținerea în Liga 2. La fel ca sezonul trecut, Ceahlăul a intrat în play-out de pe locul 1. Deși a avut un parcurs oscilant, datorită punctelor obținute în sezonul regulat nu a avut emoții pentru retrogradare, reușind să își asigure menținerea în eșalonul secund al fotbalului românesc încă din a doua etapă a play-out-ului. Echipa a început play-out-ul cu o victorie muncită acasă, împotriva celor de la CS Afumați, scor 2-1, însă a alternat meciurile bune cu unele mai puțin reușite, cum ar fi înfrângerea de pe teren propriu cu CSC Șelimbăr (1-2), după ce a condus la pauză. Totuși, în ultima etapă a oferit cel mai spectaculos meci al echipei din play-out, o victorie cu 4-2 în deplasare împotriva celor de la AFC Câmpulung Muscel. La finalul sezonului, Ceahlăul a ocupat locul 2 în grupă, cu 35 de puncte, având un avans suficient pentru a evita emoțiile retrogradării. Evoluția echipei a fost marcată de momente de slăbiciune, dar și de meciuri bune și eficiente, care au dus în cele din urmă la atingerea obiectivului principal – menținerea în Liga 2.

## Parcursul competițional

### Prezent ( Anii 2020 )
| Sezon   | Nivel | Divizie                | Loc               | Cupa României     |
| ------- | ----- | ---------------------- | ----------------- | ----------------- |
| 2025-26 | 2     | Liga a II-a            | TBD / TBD         | TBD               |
| 2024-25 | 2     | Liga a II-a            | 8 (SR) / 2 (POT)  | Faza grupelor     |
| 2023–24 | 2     | Liga a II-a            | 7 (SR) / 2 (POT)  | Play-off          |
| 2022–23 | 3     | Liga a III-a (Seria I) | 2 (POF) / 1 (C,P) | Etapele regionale |
| 2021–22 | 3     | Liga a III-a (Seria I) | 5 (SR) / 1 (POT)  | Etapele regionale |
| 2020–21 | 3     | Liga a III-a (Seria I) | 3                 | Șaisprezecimi     |

SR= sezon regulat, POF= play-off, POT= play-out

### Anii 2010
| Sezon   | Nivel | Divizie                | Loc      | Cupa României          |
| ------- | ----- | ---------------------- | -------- | ---------------------- |
| 2019–20 | 3     | Liga a III-a (Seria I) | 3        | Etapele regionale      |
| 2018–19 | 3     | Liga a III-a (Seria I) | 10       | Etapele regionale      |
| 2017–18 | 4     | Liga a IV-a (NT)       | 1 (C, P) | Câștigătoare județeană |
| 2016–17 | 5     | Liga a V-a (NT)        | 1 (C, P) | Etapele județene       |
| 2015–16 | 2     | Liga a II-a (Seria I)  | 12 (R)   | Etapele regionale      |
| 2014–15 | 1     | Liga I                 | 18 (R)   | Șaisprezecimi          |
| 2013–14 | 1     | Liga I                 | 9        | Șaisprezecimi          |
| 2012–13 | 1     | Liga I                 | 14       | Sferturi               |
| 2011–12 | 1     | Liga I                 | 11       | Șaisprezecimi          |
| 2010–11 | 2     | Liga a II-a (Seria I)  | 1 (C, P) | Șaisprezecimi          |

### Anii 2000
| Sezon   | Nivel | Divizie               | Loc      | Cupa României  |
| ------- | ----- | --------------------- | -------- | -------------- |
| 2009–10 | 1     | Liga I                | 17 (R)   | Șaisprezecimi  |
| 2008–09 | 2     | Liga a II-a (Seria I) | 1 (C, P) | Faza a IV-a    |
| 2007–08 | 1     | Liga I                | 15 (R)   | Optimi         |
| 2006–07 | 1     | Liga I                | 15       | Șaisprezecimi  |
| 2005–06 | 2     | Divizia B (Seria I)   | 1 (C, P) |                |
| 2004–05 | 2     | Divizia B (Seria I)   | 5        |                |
| 2003–04 | 1     | Divizia A             | 14 (R)   | Șaisprezeceimi |
| 2002–03 | 1     | Divizia A             | 5        | Șaisprezecimi  |
| 2001–02 | 1     | Divizia A             | 8        | Sferturi       |
| 2000–01 | 1     | Divizia A             | 11       | Șaisprezecimi  |

### Anii 90'
| Sezon     | Nivel | Divizie                   | Loc      | Cupa României |
| --------- | ----- | ------------------------- | -------- | ------------- |
| 1999–2000 | 1     | Divizia A                 | 4        | Șaisprezecimi |
| 1998–99   | 1     | Divizia A                 | 9        | Optimi        |
| 1997–98   | 1     | Divizia A                 | 9        | Optimi        |
| 1996–97   | 1     | Divizia A                 | 6        | Optimi        |
| 1995–96   | 1     | Divizia A                 | 15       | Șaisprezecimi |
| 1994–95   | 1     | Divizia A                 | 5        | Șaisprezecimi |
| 1993–94   | 1     | Divizia A                 | 10       | Șaisprezecimi |
| 1992–93   | 2     | Divizia B (Seria I)       | 1 (C, P) |               |
| 1991–92   | 2     | Divizia B (Seria a III-a) | 3        | Șaisprezecimi |
| 1990–91   | 2     | Divizia B (Seria I)       | 3        |               |

### Anii 80'
| Sezon   | Nivel | Divizie             | Loc |
| ------- | ----- | ------------------- | --- |
| 1989–90 | 2     | Divizia B (Seria I) | 14  |
| 1988–89 | 2     | Divizia B (Seria I) | 11  |
| 1987–88 | 2     | Divizia B (Seria I) | 9   |
| 1986–87 | 2     | Divizia B (Seria I) | 8   |
| 1985–86 | 2     | Divizia B (Seria I) | 11  |
| 1984–85 | 2     | Divizia B (Seria I) | 11  |
| 1983–84 | 2     | Divizia B (Seria I) | 4   |
| 1982–83 | 2     | Divizia B (Seria I) | 7   |
| 1981–82 | 2     | Divizia B (Seria I) | 10  |
| 1980–81 | 2     | Divizia B (Seria I) | 9   |

### Anii 70'
| Sezon   | Nivel | Divizie             | Loc    |
| ------- | ----- | ------------------- | ------ |
| 1979–80 | 3     | Divizia C (Seria I) | 1(C,P) |
| 1978–79 | 2     | Divizia B (Seria I) | 15 (R) |
| 1977–78 | 2     | Divizia B (Seria I) | 12     |
| 1976–77 | 2     | Divizia B (Seria I) | 10     |
| 1975–76 | 2     | Divizia B (Seria I) | 13     |
| 1974–75 | 2     | Divizia B (Seria I) | 4      |
| 1973–74 | 2     | Divizia B (Seria I) | 6      |
| 1972–73 | 2     | Divizia B (Seria I) | 13     |
| 1971–72 | 2     | Divizia B (Seria I) | 10     |
| 1970–71 | 2     | Divizia B (Seria I) | 8      |

### Anii 60'
| Sezon   | Nivel | Divizie             | Loc    |
| ------- | ----- | ------------------- | ------ |
| 1969–70 | 2     | Divizia B (Seria I) | 12     |
| 1968–69 | 2     | Divizia B (Seria I) | 5      |
| 1967–68 | 2     | Divizia B (Seria I) | 5      |
| 1966–67 | 2     | Divizia B (Seria I) | 9      |
| 1965–66 | 2     | Divizia B (Seria I) | 7      |
| 1964–65 | 3     | Divizia C (Seria I) | 1(C,P) |
| 1963–64 | 2     | Divizia B (Seria I) | 13(R)  |
| 1962–63 | 2     | Divizia B (Seria I) | 10     |
| 1961–62 | 2     | Divizia B (Seria I) | 8      |
| 1960–61 | 3     | Divizia C (Seria I) | 1(C,P) |

## Structura

### Stadion
Stadionul Municipal Ceahlăul este un stadion de fotbal din Piatra Neamț care găzduiește meciurile echipei de fotbal Ceahlăul Piatra Neamț, fiind cotat de UEFA la 3 stele din 5, adică poate găzdui și meciuri internaționale. De asemenea, stadionul din Piatra Neamț este printre cele mai elegante arene din țară, și dispune și de o pistă de atletism, care este folosită atât de amatori, între anumite intervale orare, cât și de echipe de sportivi profesioniști, pentru antrenamente.
Arena din Piatra Neamț a aparut în anul 1935, însa în timp a suferit modificări majore, inițial având o singură tribună. La începutul anilor '90, arena de pe Borzoghean este renovată în întregime și ajunge la capacitatea de 14.000 de locuri. În 2007, complexul stadionului Ceahlăul a avut parte de modernizări atât ale tribunelor, cât și a vestiarelor și a zonelor anexă.
Astfel a fost instalată nocturna pe terenul principal, vestiarele au fost aduse la standardele impuse de UEFA, și au fost construite două terenuri anexe, ambele având câte o tribună. Unul dintre terenuri are gazon natural, destinat exclusiv antrenamentelor echipei de fotbal, iar celălalt teren are gazon sintetic și nocturnă. De asemenea, s-a construit o peluză în zona de nord a stadionului, și tribuna a doua a fost extinsă cu un inel superior, iar capacitatea arenei a ajuns la 18.000 de locuri.
Printre cele mai importante evenimente sportive ce au avut loc aici se numără meciuri ale echipelor naționale de fotbal ale României, o finală de Cupa României, în 2008, și Supercupa României, în 2011, dar și meciurile de Uefa Champions League și Europa League ale echipelor FC Vaslui și Astra Giurgiu.
Printre echipele importante ale Europei care au jucat pe acest stadion se află Internazionale Milano, Lazio Roma, Fenerbahce Istanbul, Twente Enschede, Sparta Praga sau Sporting Lisabona

### Program pentru tineret
Academia de Tineret din Ceahlăul Piatra Neamț a produs de-a lungul timpului fotbaliști de nivelul lui: Vasile Avădanei, Florin Axinia, Mihai Bordeianu, Lucian Burdujan, Costel Enache, Alexandru Forminte, Andrei Marc, Florin Nohai, Doru Popadiuc, sau Andrei Vițelaru. Printre cei mai importanți descoperitori de talente din Academia de Fotbal Ceahlăul s-au numărat profesorii Radu Toma și Mihai Radu.
În prezent, echipa colaborează cu mai multe asociații de fotbal pentru juniori din oraș, în privința promovării tinerelor talente în cele 3 grupe de juniori masculin ( A,B,C ), și de asemenea, junior feminin, grupe aflate sub egida clubului, și participante în competițiile naționale desfășurate la aceste nivel.

### Denumiri
| Perioadă     | Nume                        |
| ------------ | --------------------------- |
| 1919–1949    | Ceahlăul Piatra Neamț       |
| 1949–1951    | Progresul Piatra Neamț      |
| 1951–1957    | Avântul Piatra Neamț        |
| 1957         | Recolta Piatra Neamț        |
| 1958–1961    | CS Piatra Neamț             |
| 1961–1978    | Ceahlăul Piatra Neamț       |
| 1978–1979    | Relon Ceahlăul Piatra Neamț |
| 1979–1993    | Ceahlăul Piatra Neamț       |
| 1993         | Ceahlăul Simpex             |
| 1993–prezent | Ceahlăul Piatra Neamț       |

## Suporteri

### Istorie
Ceahlăul Piatra Neamt are mulți susținători în Piatra Neamț și mai ales în județul Neamț. Nu toți de considerent al fenomenului Ultras, dar în ciuda acestui fapt, de-a lungul timpului s-au format mai multe grupări ultras precum: Vulturii Negrii, Brigate Ultras '09, Supremacy '04, Tinerii Nemțeni, Băieții de sub Pietricica, Gate 7 '10 și Black&Yellow Squad '23.
Prima prezență a unui grup de suporteri ultras pe Stadionul Borzogheanu a avut loc în anii 90’, sub titulatura de Vulturii Negri, aceștia având ca localizare Peluza Sud a stadionului, singura peluză a stadionului la acel moment. Anii '00, ani prolifici pentru clubul nemțean, aveau să aducă în tribune din ce în ce mai mulți suporteri, care s-au organizat într-o galerie ce a purtat mai multe denumiri de-a lungul timpului: Fanatic Club Ceahlăul, Brigate Ultras '09, Supremacy '04. În 2006, Gelu Crăcană, un fan înfocat și ofițer de presă pentru mult timp al Ceahlăului, a creat un tricou al echipei de 420 metri pătrați (500 inclusiv mânecile) pe care a scris numele golgheterului all-time al Ceahlăului, Florin Axinia. Acest tricou imens a intrat în Guinness World Records Hall of fame sau cum mai este cunoscută în limba română, Cartea Recordurilor.
Modernizarea stadionului și construirea unei noi peluze, cu o capacitate de circa 3000 locuri, în zona de nord a stadionului, a avut un impact pozitiv în rândul tinerilor suporterilor ultras, care s-au organizat în două brigăzi, Tinerii Nemțeni '10 și Gate 7 '10.În anul 2010, un grup organizat de susținători din Tribuna a 2-a a stadionului Ceahlăul a surprins pe toată lumea prin faptul că a avut primul și singurul lider feminin al unei galerii din România, Geanina Ciocoiu. Aceste brigăzi au susținut echipa atât în meciurile de acasă, cât și în deplasări, până în primăvara anului 2016, atunci când vechea echipă a Ceahlăului s-a desfiiințat. 
Noul club înființat în 2016 nu a fost asociat de prima dată ca echipa continuatoare a vechiului Ceahlăul, de către o parte dintre vechii suporteri, însă și așa, s-a format o grupare ultras, formată din membrii ai vechilor brigăzi și noi membrii tineri. Băieții de sub Pietricica '16 au susținut noua echipă încă din Liga a V-a, primul eșalon în care jucătorii Ceahlăului au fost nevoiți să evolueze. Primirea palmaresului, siglei și al culorilor de la vechea echipă, în anul 2021, fapt care a evidențiat statutul noii echipe ca și continuatoare al vechiului FC Ceahlăul, avea să readucă mulți dintre vechii suporteri înapoi la stadion. Odată cu revenirea în lupta pentru promovarea în Liga a II-a, în primăvara anului 2023, brigada Gate 7 '10 a decis să revină în mod oficial alături de echipă, ca mai apoi, în timpul presezonului 2023-24, să se formeze o nouă brigadă: Black&Yellow Squad '23, grupare care are ca scop adunarea tuturor tinerilor fani sub o singură egidă. Ambele brigăzi au ca și localizare Peluza Nord Ceahlaul.
În ianuarie 2020, s-a semnat un pact de înfrățire cu Brigada Vrancea '02, grupul de suporteri ce susțin echipa CSM Focșani (fosta Unirea Focșani). Peluza Nord Ceahlaul au înfrățiri cu suporterii unor echipe de tradiție din România: Stegarii (Steagul Roșu Brașov), Commando Mediensis (Gaz Metan Mediaș).

### Rivalități
Rivala Traditionala a Ceahlaul Piatra Neamt este FCM Bacau, confruntarile dintre cele doua baze de suporteri au mplicat de-a lungul timpului evenimente neplacute. Un moment memorabil în istoria derby-ului dintre cele doua mase de suporteri a avut loc în returul sezonului,Divizia A 2000–01, în meciul disputat la Piatra Neamț. Grupul Taurili Furioși '99 au afișat bannere provocatore la adresat fanilor Ceahlaului. Atmosfera a fost încinsă nu doar de rivalitatea sportivă, ci și de un incident petrecut în peluza gazdelor, care a luat foc parțial din cauza torțelor aprinse de suporteri. Această întâmplare a rămas bine întipărită în memoria suporterilor accentuand rivalitatea la un nivel superior. Derby-ul continuă să fie o tradiție în fotbalul regional din Moldova, fiind un simbol al competiției și al pasiunii pentru fotbal. Chiar și în ligile inferioare, meciurile dintre aceste două echipe atrag atenția și generează un interes deosebit, demonstrând importanța acestui derby în peisajul fotbalistic românesc.
Ceahlăul are rivalități la nivel național, majoritatea fiind regionale împotriva unor echipe precum: Foresta Suceava si Oțelul Galați.

## Palmares

### Național
```
 
Liga I
```

- Locul 4 (1): 1999–00

```
 
Liga II
```

 Campioană (4): 1992–93, 2005–06, 2008–09, 2010–11
```
 
Liga a III-a
```

 Campioană (4): 1960–61, 1964–65, 1979–80, 2022-23
```
 
Liga IV – Județul Neamț
```

 Campioană (1): 2017–18
```
 
Liga V – Județul Neamț
```

 Campioană (1): 2016–17

### Alte ligi
```
 
Campionatul Moldovei
```

 Campioană(1): 1926
```
 
Cupa României – Județul Neamț
```

Câștigătoare (1): 2017–18

### Alte recorduri
- Apariții în Liga I: 18
- Apariții în Liga II: 37
- Locul 23 din 104 de echipe în clasamentul All-Time din Liga I.

## Ceahlăul în cupele europene

### Statistici din toate timpurile cupelor europene
| Competiție          | Sezoane | Meciuri jucate | Victorii | Egaluri | Înfrângeri | Goluri marcate | Goluri primite | Golaveraj |
| ------------------- | ------- | -------------- | -------- | ------- | ---------- | -------------- | -------------- | --------- |
| Cupa UEFA Intertoto | 4       | 19             | 11       | 4       | 4          | 31             | 19             | + 12      |
| Total               | 4       | 19             | 11       | 4       | 4          | 31             | 19             | + 12      |

### Meciuri jucate în cupele europene
| 1995 - Cupa UEFA Intertoto |     |                       |
| Faza grupelor              |     |                       |
| Ceahlăul Piatra Neamț      | 2-0 | Etar Veliko Tarnovo   |
| Beveren                    | 0-2 | Ceahlăul Piatra Neamț |
| Ceahlăul Piatra Neamț      | 2-0 | Boby Brno             |
| Groningen                  | 0-0 | Ceahlăul Piatra Neamț |
| Șaisprezecimi              |     |                       |
| Ceahlăul Piatra Neamț      | 0-2 | Metz                  |
| 1999 - Cupa UEFA Intertoto |     |                       |
| Turul 1                    |     |                       |
| Ceahlăul Piatra Neamț      | 1-0 | Ekranas               |
| Ekranas                    | 0-1 | Ceahlăul Piatra Neamț |
| Turul 2                    |     |                       |
| Jedinstvo Bihać            | 1-3 | Ceahlăul Piatra Neamț |
| Ceahlăul Piatra Neamț      | 2-1 | Jedinstvo Bihać       |
| Turul 3                    |     |                       |
| Ceahlăul Piatra Neamț      | 1-1 | Juventus              |
| Juventus                   | 0-0 | Ceahlăul Piatra Neamț |
| 2000 - Cupa UEFA Intertoto |     |                       |
| Turul 1                    |     |                       |
| Ceahlăul Piatra Neamț      | 4-2 | Narva Trans           |
| Narva Trans                | 2-5 | Ceahlăul Piatra Neamț |
| Turul 2                    |     |                       |
| Mallorca                   | 1-2 | Ceahlăul Piatra Neamț |
| Ceahlăul Piatra Neamț      | 3-1 | Mallorca              |
| Turul 3                    |     |                       |
| Ceahlăul Piatra Neamț      | 2-2 | Austria Viena         |
| Austria Viena              | 3-0 | Ceahlăul Piatra Neamț |
| 2003 - Cupa UEFA Intertoto |     |                       |
| Turul 1                    |     |                       |
| Ceahlăul Piatra Neamț      | 2-1 | Tampere United        |
| Tampere United             | 1-0 | Ceahlăul Piatra Neamț |

## Oficialii clubului

### Consiliul de administrație
| Rol                | Nume            |
| ------------------ | --------------- |
| Proprietarii       | Anton Măzărianu |
| Președinte         | Marcel Pușcaș   |
| Manageri de echipa | Angelo Alistar  |
| Delegat            | George Bordeanu |
| Ofițer de presă    | Liviu Mihalcea  |

## Lot de jucători
La 5 iunie 2025.
| Nr. |                   | Poziție | Jucător            |
| --- | ----------------- | ------- | ------------------ |
| 1   | România           | P       | Laurențiu Brănescu |
| 12  | Republica Moldova | P       | Gabriel Tanas      |
| 67  | România           | P       | Alexandru Barna    |
| 4   | Polonia           | F       | Kamil Wiktorski    |
| 25  | Ghana             | F       | Emmanuel Asibey    |
| 34  | România           | F       | Tudor Telcean      |
| 24  | România           | F       | Mihai Șandru       |
| 26  | Portugalia        | F       | Abel Folha         |
| 22  | România           | F       | Mark Țuțu          |
| 14  | România           | M       | Narcis Ilaș        |

| Nr. |                  | Poziție | Jucător                 |
| --- | ---------------- | ------- | ----------------------- |
| 6   | Coasta de Fildeș | M       | Ronald Gbizie           |
| 8   | România          | M       | Copoț Barb-Cristian     |
| 17  | România          | M       | Răzvan Neag             |
| 10  | România          | M       | Patrick Petre (captain) |
| 11  | România          | M       | Geani Crețu             |
| 18  | Ghana            | A       | Carl Davordzie          |
| 92  | Belgia           | A       | James Amasihohu         |
| 98  | Croația          | A       | Jakov Katusa            |

## Personalul tehnic
| Rol                 | Nume              |
| ------------------- | ----------------- |
| Antrenor            | Marco Veronese    |
| Asistent            | Valentin Avădanei |
| Antrenor de portari | Florin Anton      |
| Antrenor de fitness | -                 |
| Kinetoterapeut      | Cosmin Stan       |
| Maseur              | Ioan Stan         |